# Greenland: Thảm họa thiên thạch
Greenland: Thảm hoạ thiên thạch (tựa tiếng Anh: Greenland) là một bộ phim điện ảnh đề tài thảm họa năm 2020 của Mỹ, do Ric Roman Waugh đạo diễn và Chris Sparling viết kịch bản, với sự góp mặt của các diễn viên Gerard Butler (cũng là đồng sản xuất), Morena Baccarin, Roger Dale Floyd, Scott Glenn, David Denman cùng Hope Davis. Nội dung bộ phim xoay quanh một gia đình phải đấu tranh để sinh tồn khi một sao chổi hủy diệt đang tiến đến gần Trái đất.
Greenland ban đầu dự kiến ra mắt tại Hoa Kỳ, nhưng đã bị trì hoãn nhiều lần do đại dịch COVID-19. Bộ phim được phát hành trong nước bởi STX Entertainment thông qua hệ thống VOD vào ngày 18 tháng 12 năm 2020, sau đó sẽ trình chiếu trên HBO Max và Amazon Prime. Tuy nhiên, tác phẩm vẫn ra rạp ở các lãnh thổ khác, đầu tiên là Bỉ (vào ngày 29 tháng 7 năm 2020).

## Nội dung
John Garrity là một kỹ sư xây dựng sống ở Atlanta, Georgia cùng với người vợ bị ghẻ lạnh của mình, Allison, và đứa con trai mắc bệnh tiểu đường của họ tên Nathan. Một lần nọ, John quay trở về nhà rồi cùng bè bạn và gia đình nhìn thấy bản tin về một sao chổi mang tên Clarke đang tiến đến gần trái đất.
Khi đến một cửa hàng tạp hóa, John nhận được một cuộc điện thoại tự động lạ, thông báo rằng anh và gia đình là những người được chọn để đưa đến nơi trú ẩn khẩn cấp. Do cảm thấy bất an nên John quay trở về nhà ngay lập tức, đúng lúc truyền hình trực tiếp chiếu cảnh một mảnh sao chổi bay vào bầu khí quyển. Vốn được dự đoán là sẽ rơi gần Bermuda, thế nhưng thay vào đó thì nó lại đâm xuống Tampa, Florida, phá hủy toàn bộ thành phố và một phần lớn Florida. John lại nhận được một cuộc gọi tự động khác, nhằm hướng dẫn họ có mặt tại Căn cứ Không quân Warner Robins để thực hiện chuyến bay sơ tán. Sau đó, gia đình Garrity được người hàng xóm Ed cho biết rằng Clarke thực chất là một cụm vật thể khổng lồ dự kiến sẽ phá hủy Trái đất trong hai ngày tới, trong đó mảnh vỡ lớn nhất được cho là sẽ gây nên sự kiện cấp độ tuyệt chủng. Cả gia đình lập tức thu dọn đồ đạc và rời đi, đồng thời John buộc phải cắn răng bỏ lại Ellie, bạn của Nathan, khi mẹ Ellie tuyệt vọng cầu xin họ đưa cô bé đi, vì Ellie sẽ không được phép lên máy bay.
Tại căn cứ Robins, gia đình Garrity được phép vào trong thông qua mã QR trên điện thoại của John cũng như thiết bị đeo tay của họ. Khi buộc phải dồn đồ đạc vào một chiếc túi, họ phát hiện ra rằng Nathan đã vô tình để quên insulin trong xe. John quay lại chỗ chiếc xe để lấy nó, còn Allison và Nathan thì được thông báo rằng gia đình họ không thể sơ tán do căn bệnh của Nathan, rồi sau đó hai người được các nhân viên hộ tống ra khỏi căn cứ. Khi lên máy bay và nhận ra tình cảnh của họ, John rời khỏi căn cứ ngay khi một dòng người ào ạt xông vào. Một cuộc đấu súng bất chợt diễn ra giữa cảnh hỗn loạn, khiến nhiên liệu phản lực bốc cháy và phá hủy các máy bay, đồng thời làm những người đứng gần đó thiệt mạng.
Khi quay trở lại xe của họ, anh tìm thấy một mảnh giấy do Allison để lại, ghi rằng cô và Nathan đang đến nhà của cha cô ở Lexington, Kentucky. Allison và Nathan lấy đồ y tế từ một cửa hàng bị cướp phá rồi được cặp đôi Ralph và Judy Vento (những người cũng đi về hướng Kentucky) cho quá giang. Sáng hôm sau, Ralph bắt cóc Nathan trước sự bất lực của Judy, sau khi Allison nói với họ về những gì đã xảy ra ở căn cứ. Vào lúc này, John lại đi trên một chiếc xe tải cùng với những người sống sót khác, rồi thông qua một thanh niên tên Colin, anh biết rằng những chiếc máy bay đang hướng về đảo Greenland. Một người đàn ông chợt nhận ra chiếc vòng đeo tay của John và vật lộn với anh để giành lấy nó, làm cho chiếc xe tải bị lật. Khi ấy, Colin thiệt mạng và người đàn ông kia thì bị John giết bằng búa. Trong khi đó, Ralph và Judy bất đắc dĩ phải trở thành cha mẹ của Nathan tại một trại của FEMA, trước khi các nhân viên phát hiện ra sự thật và bắt giữ họ. Allison và Nathan đoàn tụ lại ngay sau đó.
Ngày hôm sau, John bật TV lên để xem sự tàn phá của thiên thạch trên toàn thế giới và đếm ngược đến thời khắc mà mảnh vỡ lớn nhất đâm vào trái đất. Anh đánh cắp một chiếc xe hơi rồi cuối cùng lái đến nhà của bố vợ, Dale, và đoàn tụ với Nathan cùng Allison ngay sau đó. Ban đầu gia đình quyết định chấp nhận số phận của họ, nhưng khi biết tin về năm boongke dưới lòng đất gần Căn cứ Không quân Thule ở Greenland, nơi những người sơ tán đang được đưa đến, thì John nhận ra rằng họ có đủ thời gian để đi đến Canada, nơi diễn ra chuyến bay cuối cùng. Sau đó gia đình rời đi và từ biệt Dale.
Vài giờ sau, họ đến Upstate New York và bị kẹt xe khi các mảnh vỡ thiên thạch bắt đầu đâm xuống, phá hủy rất nhiều ô tô cùng một chiếc trực thăng. John lãnh đạo mọi người rồi đưa họ vào một đường hầm để ẩn náu, sau đó mọi người tiếp tục sang Canada. Họ đến một phi trường và thuyết phục phi công của một chiếc máy bay nhỏ chở ba người đi.
Sáng hôm sau, chiếc máy bay tiếp cận Greenland. Tuy nhiên, một mảnh vỡ khác văng ra ngoài khơi và làn sóng xung kích tiếp theo khiến máy bay lao xuống một thung lũng, làm hai người phi công thiệt mạng. Chỉ vài phút trước khi thiên thạch va chạm, John, gia đình anh cùng những người sống sót khác được một chiếc xe tải quân sự đón và đưa họ đến Thule, rồi họ vào được một trong những boongke ngay khi mảnh vỡ lớn nhất của Clarke bay vào bầu khí quyển.
Chín tháng sau, căn cứ Greenland cố gắng dùng sóng vô tuyến liên lạc với những người sống sót khác, khi nhiều thành phố đã hoàn toàn chìm trong đống đổ nát. Gia đình Garrity cùng những người cư ngụ khác trong hầm trú ẩn đi ra khỏi boongke rồi nhìn thấy một cảnh quan đã thay đổi hoàn toàn, và sau đó, Greenland cuối cùng cũng liên lạc được với các trạm khác trên thế giới.

## Diễn viên
- Gerard Butler vai John Garrity
- Morena Baccarin vai Allison Garrity
- Roger Dale Floyd vai Nathan Garrity
- Scott Glenn vai Dale, bố của Allison
- David Denman vai Ralph Vento
- Hope Davis vai Judy Vento
- Andrew Bachelor vai Colin
- Merrin Dungey vai Major Breen
- Gary Weeks vai Ed Pruitt
- Tracey Bonner vai Peggy Pruitt
- Claire Bronson vai Debra Jones
- Madison Johnson vai Ellie Jones

Ngoài ra, Holt McCallany và Adam Cronan trong vai những phi công đưa gia đình Garrity đến Greenland.

## Sản xuất
Vào tháng 5 năm 2018, Chris Evans gia nhập vào dàn diễn viên của bộ phim, với Neill Blomkamp nắm vai trò chỉ đạo tác phẩm từ kịch bản của Chris Sparling. Tháng 2 năm 2019, Blomkamp đã thông báo rằng sẽ không chỉ đạo bộ phim nữa. Cùng tháng đó, Ric Roman Waugh tham gia dự án với tư cách đạo diễn, còn Gerard Butler được bổ sung vào dàn diễn viên của bộ phim, thay thế Blomkamp và Evans. Vào tháng 6 năm 2019, Morena Baccarin tham gia dàn diễn viên của bộ phim. Vào tháng 7 năm 2019, Scott Glenn, Andrew Bachelor và Roger Dale Floyd gia nhập dự án, sau đó là David Denman vào tháng 8.
Quá trình quay phim chính bắt đầu vào tháng 6 năm 2019 và kết thúc vào ngày 16 tháng 8 cùng năm tại Atlanta.
David Buckley, người trước đây từng làm việc với Waugh trong Nhà Trắng thất thủ: Kẻ phản bội, nắm vai trò soạn nhạc cho bộ phim.

## Phát hành
Vào tháng 3 năm 2019, STX Entertainment đã mua lại quyền phân phối Greenland. Ban đầu tác phẩm được lên kế hoạch phát hành rạp vào ngày 12 tháng 6 năm 2020, nhưng đã bị trì hoãn đến ngày 30 tháng 7 năm 2020 rồi sau đó là ngày 14 tháng 8 năm 2020, do ảnh hưởng của đại dịch COVID-19. Kế hoạch phát hành trong nước của Greenland tiếp tục bị trì hoãn vào ngày 24 tháng 7, rồi dời sang ngày 25 tháng 9 năm 2020. Lịch phát hành ở các vùng ngoại quốc của phim bao gồm Bỉ (29 tháng 7), Pháp (5 tháng 8) và Scandinavia (12 tháng 8). Vào ngày 14 tháng 9, có thông báo rằng việc phát hành tại Mỹ của bộ phim lại tiếp tục bị trì trệ, lần này là vào khoảng cuối năm 2020.
Vào ngày 30 tháng 9, hãng phim thông báo rằng tác phẩm sẽ rời rạp và sẽ có sẵn để mua qua video theo yêu cầu (VOD) vào ngày 13 tháng 10, trước khi được cho thuê vào ngày 27 tháng 10. Ngày hôm sau, hãng phim thông báo bộ phim đã được bán dưới hình thức bản quyền truyền hình cho HBO với mức giá 20–30 triệu USD, và hãng sẽ phát hành phim vào đầu năm 2021, cũng như phát sóng trên HBO Max và Amazon Prime tại Vương quốc Anh, Canada, và Úc. Sau đó, có thông báo rằng ngày phát hành VOD đã được đẩy sang 18 tháng 12.

## Đón nhận

### Doanh thu
Greenland ra rạp lần đầu tại Bỉ, thu về 73.112 USD từ 55 rạp vào cuối tuần công chiếu. Vào ngày đầu tiên ra mắt tại Pháp, bộ phim đã thu về 255.000 USD với 31.000 vé bán ra, cao hơn 61% so với Nhà Trắng thất thủ (2013) mặc dù số lượng ra rạp ít hơn và bị kiểm soát chặt chẽ do COVID-19. Nhìn chung, tác phẩm đã mang về 1,09 triệu USD ở quốc gia này, với tổng doanh thu quốc tế trong 10 ngày là 1,3 triệu USD. Trong tuần thứ ba công chiếu quốc tế, bộ phim về nhất ở chín quốc gia và thu về tổng cộng 2,82 triệu USD. Vào tháng 11, phim khởi chiếu tại Trung Quốc và Mexico, thu về lần lượt 3,4 triệu USD và 882,000 USD; tổng cộng, doanh thu toàn cầu của tác phẩm là 43,1 triệu USD.
Sau khi phát hành VOD tại Hoa Kỳ, Greenland đứng thứ hai trên bảng xếp hạng các tác phẩm được thuê nhiều nhất trên FandangoNow, cũng như đứng thứ ba trên Apple TV và Google Play.

### Đánh giá chuyên môn
Trên hệ thống tổng hợp kết quả đánh giá Rotten Tomatoes, phim có tỉ lệ đồng thuận 78% dựa trên 149 bài đánh giá, với điểm số trung bình là 6,3/10. Trên Metacritic, tác phẩm có điểm trung bình 61 trên 100, dựa trên các bài đánh giá từ 20 nhà phê bình, cho biết "những đánh giá chủ yếu là thuận lợi".
Khi viết cho Chicago Sun-Times, cây bút Richard Roeper đã cho tác phẩm ba trong số bốn sao, nói rằng, "Không giống như những bộ phim hạng B điển hình, đầy hiệu ứng, có sao chổi đe dọa hành tinh, Greenland lại giống Đại chiến thế giới của Steven Spielberg hơn, với những cảnh hỗn loạn và tàn phá làm nền cho câu chuyện về cuộc hành trình tìm kiếm sự sống còn của một gia đình trong cơn tuyệt vọng - ngay cả khi hoàn cảnh đã xé nát họ." David Ehrlich của IndieWire đã chấm điểm B cho bộ phim và nhận xét, "Bằng cách lược bỏ các tình tiết cảnh tượng mà thay vào đó xoáy sâu vào con người trong cuộc khủng hoảng, Greenland đã trở thành bộ phim thảm họa hiếm hoi chứa đầy những cảm xúc chân thật."